# Smartfren
PT Smartfren Telecom Tbk (dawniej PT Mobile-8 Telecom) – indonezyjskie przedsiębiorstwo telekomunikacyjne, będące dostawcą dostępu do internetu oraz usług telefonii komórkowej. 
Przedsiębiorstwo zostało założone w 2002 roku. Należy do koncernu Sinar Mas Group. W 2025 r. doszło do fuzji XL Axiata, Smartfren i Smart Telecom, w wyniku czego powstało XLSmart.
Operator Smartfren liczy 12,5 mln abonentów i jest jednym z głównych operatorów telefonii komórkowej w Indonezji.